# Zaza

Poziția limbii Zaza în limbile iraniene

Zaza sau Dımli sunt un popor iranian care trăiește în Turcia în general. Poporul Zaza vorbește Zaza, o limbă aparținând familiei de limbi indo-europene. Oamenii Zaza au o populație de aproximativ  4-6 milioane. Majoritatea populației Zaza aparține religiei musulmane. 